# Haimre
Haimre är en ort i Estland. Den ligger i Märjamaa kommun och landskapet Raplamaa, i den västra delen av landet, 60 km söder om huvudstaden Tallinn. Haimre ligger 40 meter över havet och antalet invånare är 102.
Terrängen runt Haimre är mycket platt. Runt Haimre är det mycket glesbefolkat, med 5 invånare per kvadratkilometer. Närmaste större samhälle är Märjamaa, 4,2 km nordväst om Haimre. Omgivningarna runt Haimre är en mosaik av jordbruksmark och naturlig växtlighet.